# 大館周辺の戦い
大館周辺の戦い（おおだてしゅうへんのたたかい）は、戊辰戦争のひとつ秋田戦争で、久保田藩の支城である大館城周辺において繰り広げられた、奥羽越列藩同盟の盛岡藩軍と新政府軍との戦闘の総称。
本項では、岩瀬会戦以降の戦局について記述する。

## 経緯

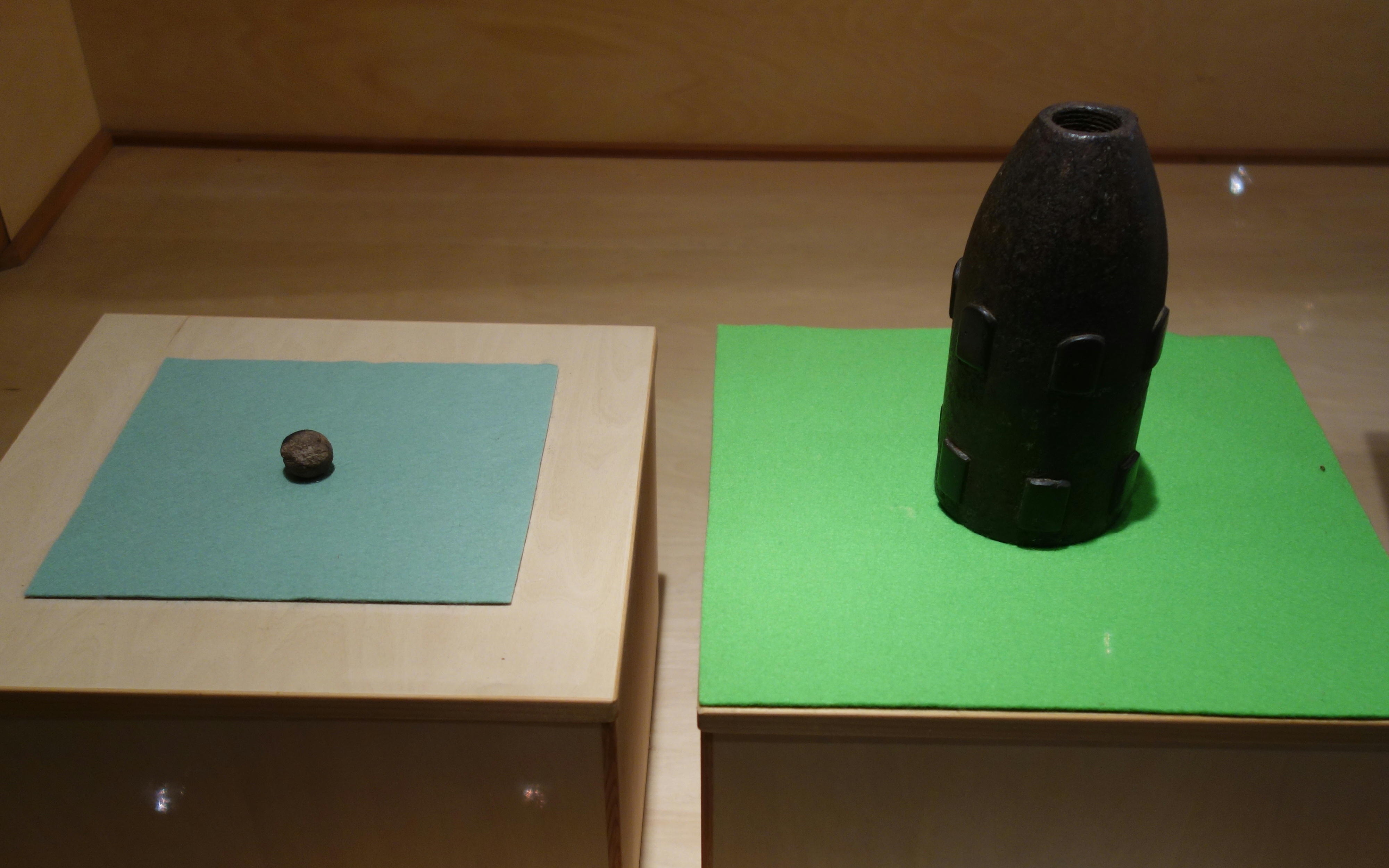
大館城の堀から発掘された四斤山砲弾(大館郷土博物館蔵)

### 大館の戦闘
慶應4年9月2日（1868年10月17日）の岩瀬会戦で、久保田藩は一気に大館の手前にある二頭山まで回復した。翌3日、両軍とも陣形の立て直しと、小競り合い程度の戦いが行われた。4日には大館郊外での広い地域での全面的攻防戦となった。盛岡藩はこの日、軍議により総攻撃を行うことに決していた。午前中は盛岡軍が優勢だったが、午後からは次第に久保田軍の方が優勢になっていった。5日も盛岡軍の抵抗は激しく、勝坂、神明社、土飛山、長木川堤と連なる盛岡軍の陣地は強靱であった。しかしこの戦闘は、撤退を決めていた盛岡軍が追撃を封じるための偽装であった。盛岡軍は弾薬も手薄となり、葛原口にも久保田軍が侵攻して退路が新沢口しかなくなっていた。
板戸村を急襲突破した部隊は、4日に扇田村を目指した。扇田村には400名ほどの盛岡兵がいたが、全くの焼け野原になっており備えを立て直すことができなかった。久保田軍が仁井田村を突破したとの報が入ると、扇田村の盛岡軍は十二所に後退した。久保田軍が到着したときには、扇田村は静まりかえっていた。久保田軍は盛岡軍の本陣があった徳栄寺を本陣として警戒につとめた。5日にはこの地区では小競り合いだけがあった。
9月4日、弘前藩の使者が餅田村に来て総隊長の田村乾太左衛門と会合した。その頃、奥羽鎮撫隊参謀の前川清一郎は醍醐忠敬に従って弘前藩にいて、盛岡藩を攻めよと促していた。それまで勝敗は不明で弘前藩の心は決まらなかった。しかし、北部戦線は小繋山以降、坊沢、綴子、岩瀬の激戦に勝ち、勢いが増している。したがって田村は「見られるように昨日味方は大きく勝った。貴藩の兵を費やすに値しない」と言った。これは出兵の緩慢さを責めている意味があるので、それを察した使者は出兵の遅さを陳謝して去っていった。5日、弘前藩の援軍が到着した。しかし、わざわざ間道を通って長走村に駐留する盛岡軍との戦闘を避けて到着したため、かえって田村らから疑惑の目を向けられることになる。
5日夜、田村は6日の午前6時に大館を総攻撃する命令を出した。しかし、盛岡軍総大将の楢山佐渡は退路を断たれるのを怖れ、夜半から転陣を開始し、攻撃予定時刻には大館から全面撤退していた。この撤退は見事なもので、一歩間違えれば盛岡軍は全滅の恐れがあった。盛岡軍は陣地に多数の武器を置き去りにすることとなったが、久保田軍の誰にも気づかれることがなく全面撤退を成功させた。官軍側でも情報を得た者はいて、「津軽家記」には朝方に賊陣動揺の様子が見えたので、間諜の者が申し出たので斥候を差し出したところ、賊軍は密かに大館を去った様子なので、即刻2小隊を大館に繰り込んだとある。6日、大館城代の佐竹義遵（大和）は、落城以来14日目に大館を回復した。早速軍義が開かれ、以後の戦いでは総隊長の田村が直接指揮をとることになった。

### 十二所口の戦闘
十二所本道への攻撃は6日夜から始まった。十二所口には3・400人の盛岡兵がいた。夜明けまで手配を行い、7日午前11時に大滝村の盛岡陣砲撃隊との交戦が行われた。盛岡軍も待ち構えており、久保田軍は苦戦が続いた。官軍は部隊を3隊に分けて攻撃を行った。右側隊は独鈷村付近から山道を東に進みモヤノ山付近に出て本道上の敵を攻撃した。中央隊は本道（津軽街道）を進み、十二所の敵を正面攻撃した。左側隊は米代川の北岸を本道に並行して進み、軽井沢付近で南下して十二所の敵を側面攻撃した。本道の部隊は大滝村付近で盛岡兵と戦闘を開始した。盛岡兵は大砲2門を先に立て、防戦した。このとき盛岡兵約100人が川向の山上から中央隊に向けて攻撃をしたので、中央帯は苦戦に陥った。新任の監軍であった橋口次郎は何度も「全線不利、一時退却」を進言し、佐賀軍の斥候も同一意見を具申した。田村はそれに「遊軍が側面を撃てば、必ず敗れるだろう。心配しすぎるな」と答えた。その言葉通り川向かいの左側隊が午後5時頃、盛岡兵を横撃することによって、追い落とすことに成功した。勢いに乗った久保田軍は続いて十二所を回復した。開戦の日から27日目であった。全軍休まず攻撃続行をしたが、盛岡軍の主力は三哲山に陣を置いた。田村は機先を制するべしと、夜間に山哲山の兵を撃とうと攻撃を命じ、午後10時まで引き続き奮戦をしたが、盛岡兵は国境の山上を必死に防御し、早急には攻略困難と見て、十二所に引き上げ敵と対峙した。毛馬内にいた楢山佐渡は早急に応援の兵を出し自らも部下を率いて進軍したが、十二所は敵方に乗っ取られたとして、藩堺の沢尻に止陣した。
8日は明治と改元された日である。総隊長の田村は十二所から大館に戻り、正午から軍義を催した。弘前藩の応援隊を含めて軍義を行い、各隊の配置を決定した。弘前隊は雪沢口を担当することになった。

### 雪沢口の戦闘
雪沢口では8日夜から、盛岡軍が大葉岱に陣地を構築し、9日日没までに完成した。大館方の前線基地である鬼ヶ城の2隊が大葉岱をうかがったが、その隙をねらわれ逆に鬼ヶ城が襲われてしまう。そうしているうちに、雪沢口の各要所は盛岡軍に奪われてしまった。
弘前隊は『鍋島直大家記』によると、大館攻撃に参加した弘前兵2小隊と大砲2門のほかに、大番頭加藤善太郎が250人の兵（3小隊）を率いて6日釈迦内に到着している。10日は、水沢村の姥の平の要害の山上に駐屯し、大小砲を発砲していた。
しばらくの間、小競り合いが続くが、11日に弘前隊を含めて、3方から攻撃を行うことにした。しかし、この日の攻撃は『鍋島直大家記』や『津軽家記』にはこれは本来真面目な攻撃ではなく、一種の威力偵察が目的であった。本道と二ツ屋、石渕の三方から攻撃を行った。この日は日暮れになったので野陣することになった。
12日に二ッ屋で勝利を得、大葉岱を攻撃すると、盛岡軍は大葉岱の陣営に火をかけて退却した。さらに水沢村も退却して、雪沢口では藩境まで盛岡兵を追いやった。総隊長の田村はすかさず水沢村に本陣を置き、部隊を配備した。結果、戦線は長大に延びた。その後、雪沢口での戦闘は夜戦の他は、小競り合い程度の大きな変化の無い対峙が続いた。盛岡兵も連日小戦闘を挑んできた。これは、雪沢口から十二所口に兵を移動させない計略であったと考えられる。

### 終戦までの戦闘
十二所付近では7日の戦闘後、官軍は三哲山の盛岡兵と対峙し、靄の森に番所兵を置いて敵の襲来を警戒した。盛岡兵は三哲山に強固な陣地を構築して防御の体勢をととのえ、沢尻や対岸の葛原にも兵を配置していた。盛岡兵の主力は遠く毛馬内や瀬田石にあって、官軍は防御態勢を整えるにとどめていた。官軍兵士は交代で各地の番兵勤務と非番のときは大滝温泉への入湯を行っている。
15日午前7時、盛岡軍の反攻が十二所口で始まった。主力は本道の沢尻村方面から、右翼は別所から、左翼は葛原からの攻撃である。まず葛原口からの攻撃で戦闘が開始された。猿間村に陣営していた部隊は、一時退却して援護を待った。靄の森山も奪取された。しかし、秋田兵の苦戦の報告を受けた小城兵は直ちに前線に駆けつけ、午後4時頃にこれを撃退した。
楢山佐渡は本隊で陣頭指揮を行っていたため、「総大将は目前、殊勲の時」と触れ合って攻撃をかけたが、楢山佐渡の本陣は堅く久保田軍は押される状況であった。この事態に、小城藩の部隊は特攻隊を組織し、犬塚賢之を隊長とする「犬塚特選隊」を組織した。特選隊はイチかバチかのキリもみ戦術を敢行した。十二所方小室定八郎日記によると「飛鳥とはこれなりや」とある。盛岡軍の前面へ不意に現われるなり、喊声をあげて、まっしぐらにおどり込んで突出して行った。無謀ともみえるが、これが奇功を奏し、盛岡軍は一角をくずされ、そのまま逃げ足がついてしまった。ただ、久保田軍陣営にも死傷者が出ており、それ以上の進展はなかった。葛原口でも援軍が到着、盛岡軍を追いやった後、日没近くに大雨が降り、この日の戦闘は終了した。
15日夜には藩境に近い薬師森、黒岩山を久保田軍が占領した。薬師森は毛馬内を俯瞰する要衝である。毛馬内の町中は大混乱に陥り、民衆が周辺の山中に避難する騒ぎとなった。19日に峰続きの月山を守備していた盛岡軍の三浦隊が夜襲を行い、この要衝の地を奪還した。この時、久保田兵4名が討ち取られていて、現在でも兵士の墓が薬師森山頂にある。
19日に藩境の村である沢口村の村人・惣助が、明朝楢山佐渡本陣から討ち入りの計画があるという注進を行った。十二所本陣では早速軍義を開き、先制奇襲を行うことを決定した。午後8時に3方から夜襲を行い、佐渡の陣に斬り込んだ。佐渡はすでに逃げてしまった後であった。佐渡がいた部屋には、銀の時計と銀つきの胴金具が残されていたという。この攻撃に呼応した葛原口の攻撃では、易々と葛原口を突破し、先に進んだ所で3方からの銃撃を受け葛原村に引き下がった。ここで、盛岡軍が絶対有利な場面であったが、盛岡軍は夜が明けないうちに撤退していった。
20日の夜、盛岡軍の降伏嘆願のことが噂として兵の間に伝わった。ただ、小戦闘は継続しているので、久保田軍では敵の陰謀だと戒め合っていた。しかし、新沢口では3人の町人に停戦申入書を持たせて久保田陣営に送り届けている。また、十二所でも発砲され繰り返すこと3度にしてようやく停戦申入書を久保田側に手渡した。21日、久保田藩の須田政三郎と佐竹大和連名の返書が盛岡軍に届いた。その申し入れに従って、久保田藩領に侵入していた盛岡藩諸隊はすべて撤退した。
25日、盛岡藩の降伏談判が、藩境の町・沢尻村で行われた。盛岡藩の重臣である三戸與忠（式部）と目時隆之進ほかをともなって、降伏条件を談判し、盛岡藩は降伏した。
弘前藩は最後に雪沢口で活躍するものの、この戦闘への参加態度は、新政府に日和見とも受け取られかねない状況であった。これが、野辺地戦争や鹿角の濁川焼討ち事件、さらには箱館戦争での弘前藩の全面協力へと繋がっていく。